# (14678) Pinney
(14678) Pinney (1999 XN33) – planetoida z pasa głównego asteroid okrążająca Słońce w ciągu 3,78 lat w średniej odległości 2,42 j.a. Odkryta 6 grudnia 1999 roku.